# Varennes-sur-Allier
 Varennes-sur-Allier  es una población y comuna francesa, situada en la región de Auvernia, departamento de Allier, en el distrito de Vichy y cantón de Varennes-sur-Allier.

## Demografía
| 4020 | 4712 | 4907 | 4751 | 4413 | 4072 |
| Para los censos de 1962 a 1999 la población legal corresponde a la población sin duplicidades (Fuente: INSEE [Consultar]) |      |      |      |      |      |